# بروس سنكلير (لاعب دوري الرغبي)
بروس سنكلير (بالإنجليزية: Bruce Sinclair)‏ هو لاعب دوري الرغبي أسترالي، ولد في 25 يناير 1965.